# Diplolaena geraldtonensis
Diplolaena geraldtonensis är en vinruteväxtart som beskrevs av Paul G. Wilson. Diplolaena geraldtonensis ingår i släktet Diplolaena och familjen vinruteväxter. Inga underarter finns listade i Catalogue of Life.